# Нејмар
Нејмар да Силва Сантос Млађи (порт. Neymar da Silva Santos Júnior; Можи дас Крузес, 5. фебруар 1992), познатији као Нејмар Жуниор или просто Нејмар, бразилски је фудбалер који тренутно наступа у бразилској Серији А за Сантос и репрезентацију Бразила, на позицији нападача, као централни или крилни нападач, а од стране многих означен је као један од најбољих фудбалера на свијету у својој генерацији.
Каријеру је почео у млађим категоријама Сантоса, гдје је дебитовао за први тим са 17 година и помогао је клубу до освоји двије титуле првака Паулисте, један трофеј Купа Бразила и Копа Либертадорес 2011, што је била прва титула за Сантос од 1963, а због својих игара, двапут је добио награду за Јужноамеричког фудбалера године: 2011. и 2012. Године 2013. прешао је у Барселону, гдје је био дио нападачког трија названог MSN, са Лионелом Месијем и Луисом Суарезом. Освојио је троструку круну са клубом у сезони 2014/15: Ла лигу, Куп краља и Лигу шампиона и завршио је на трећем мјесту у избору за Златну лопту 2015, након чега је у сезони 2015/16. освојио Ла лигу и Куп краља.
У августу 2017, прешао је у Пари Сен Жермен за 222 милиона евра, чиме је постао најскупље плаћени фудбалер свих времена. У Француској, освојио је по три пута Лигу 1 и Куп Француске, а два пута Лига куп Француске, док је у првој сезони у клубу, освојио троструку круну у домаћим такмичењима, када је такође добио награду за фудбалера године у Француској. У сезони 2019/20, предводио је клуб до четвороструке круне у домаћим такмичењима, освојивши Лигу 1, Куп, Лига куп и Суперкуп Француске, уз прво финале Лиге шампиона у историји клуба. У сезони 2020/21. по први пут није освојио титулу са клубом, након три заредом, док је Пари Сен Жермен испао у полуфиналу Лиге шампиона од Манчестер Ситија. Године 2023. придружио се Ел Хилалу.
За репрезентацију Бразила дебитовао је 2010, са 18 година, а од тада, стигао је на друго мјесто на листи најбољих стријелаца репрезентације, иза Пелеа. Са младом репрезентацијом, освојио је Копа Америку 2011, гдје је био најбољи стријелац, након чега је предводио сениорску репрезентацију на Купу конфедерација 2013, гдје је освојио награду за најбољег играча турнира. На Свјетском првенству 2014. и Копа Америци 2015. мање је играо због повреде, након чега је предводио репрезентацију до прве златне медаље на Олимпијским играма — 2016. Двије године касније, постао је капитен репрезентације, коју је предводио на Свјетском првенству 2018, гдје је Бразил испао у четвртфиналу.
Рангира се као један од најистакнутијих спортиста; SportsPro га је именовао за маркетиншки најбољег спортисту на свијету 2012. и 2013, а ESPN га је сврстао на четврто мјесто најпознатијих спортиста на свијету 2016. Часопис Time, уврстио га је на списак 100 најутицајнијих људи на свијету 2017. Године 2018, France Football сврстао га је на треће мјесто најплаћенијих фудбалера. Forbes га је сврстао на треће мјесто најплаћенијих спортиста 2019. и на четврто мјесто 2020.

## Дјетињство
Нејмар је рођен у граду Можи дас Крузес, у држави Сао Пауло, од родитеља Нејмара Сантоса сениора и Надине да Силве. Добио је име по оцу, који је био фудбалер и постао је његов савјетник како је његов таленат почео да расте. О улози свог оца, изјавио је: „мој отац је био уз мене откад сам био мали. Брине се о стварима, мојим финансијама и о мојој породици.“ Како је одрастао, играо је футсал и улични фудбал. Касније је изјавио да је футсал имао огромни утицај на њега док је одрастао, помажући му да развије технику, брзину са лоптом и способност да спроводи потезе на уском простору.
Године 2003, преселио се са породицом у Сао Висенте, гдје је почео да игра за Португезу. Касније исте године, преселили су се у Сантос, гдје се придружио млађим категоријама Сантоса. Са успјехом који је остваривао играјући за Сантос и приходом који је добијао, његова породица је купила прву некретнину, кућу близу стадиона Сантоса — Виле Белмиро. Са 15 година, зарађивао је 10,000 реала мјесечно, док је са 16 година зарађивао 125.000 реала мјесечно. Са 17 година, потписао је први професионални уговор, придруживши се првом тиму Сантоса и почео је да потписује прве спонзорске уговоре.

## Клупска каријера

### Сантос

#### Млађе категорије
Фудбал је почео да игра у раном добу, а примијетили су га челници Сантоса, који су му понудили уговор 2003. и почео је да игра за млади тим, у коме су поникли Клодоадо, Кутињо, Елано, Алекс и Дијего. Такође, придружио се Пелеу, Робињу и Пепеу, који су каријеру почели у Сантосу. У академији клуба, упознао је Ганса, са којим се спријатељио. Године 2004, отпутовао је у Шпанију, гдје је био на проби у академији Реал Мадрида, за који су, у том тренутку, играли Роналдо, Зинедин Зидан, Дејвид Бекам, Роберто Карлос и Робињо. Ипак, његов отац је одлучио да је боље да се развија играјући за Сантос.

#### 2009: Дебитантска сезона
За први тим дебитовао је 7. марта 2009, са 17 година. Ушао је у игру у 60 минуту, у побједи од 2:1 против Оестеа. Недељу дана касније, постигао је први гол за клуб, против Можи Мирима. Мјесец дана касније, постигао је одлучујући гол у побједи од 2:1 против Палмеираса, у првој утакмици полуфинала шампионата Паулиста. У финалу, Сантос је изгубио 4:2 од Коринтијанса, а у својој првој сезони у клубу, Нејмар је постигао 14 голова на 48 утакмица.

#### 2010: Успјеси у домаћим такмичењима
„Осамнаестогодишњак је невјероватан таленат. Углађен је и спретан, способан је да побиједи дефанзивца са било које стране, способан је да добро комбинује и пун је трикова које може продуктивно искористити у казненом простору и око њега.“

— Тим Викери, Јужноамерички фудбалски новинар, о Нејмару 2010.
На дан 15. априла 2010, постигао је пет голова у побједи од 8:1 против Гуаранија, у квалификацијама за Куп Бразила. У шампионату Паулиста, постигао је 14 голова на 19 утакмица, а Сантос је освојио титулу; у финалу, побиједио је кући Санто Андре 3:2, након чега је изгубио на гостовању 3:2, али је освојио титулу јер је завршио на првом мјесту у регуларном дијелу. Нејмар је добио награду за најбољег играча такмичења, а због његових партија, поређен је са другим бразилским фудбалерима, укључујући Робиња и Пелеа.
Године 2010, Сантос је одбио понуду од 12 милиона фунти, од стране Вест Хема, након чега је одбио и понуду Челсија од око 20 милиона фунти. Упркос томе што клуб није хтио да га прода и што је Нејмар изјавио да је фокусиран само на Сантос, његов агент — Вагнер Рибеиро, изјавио је: „он жели да постане најбољи фудбалер на свијету. Шансе да постигне то играјући у Бразилу су нула.“ Годину касније, изјавио је у интервјуу за Daily Telegraph, да је био срећан са понудом Челсија, јер му је сан да игра у Европи, али је додао да је, у том тренутку, била права одлука да остане у Бразилу.
На дан 30. новембра 2010. Сантос је продао 5% од будућег новца који ће добити од продаје Нејмара, инвестиционој групи Terceira Estrela Investimentos S.A. (TEISA), за 3.549.900 реала, односно милион и по евра. Претходне године, његова породица је продала 40% учешћа у спортским правима Нејмара компанији DIS Esporte group, која је дугогодишњи стратешки партнер Сантоса.
Иако је имао успјешне прве двије сезоне у клубу, у којима је постигао 42 гола на 60 утакмица, уочени су многи проблеми у његовој игри, посебно склоност да пада при контакту са противничким играчима, умјесто да покуша да настави акцију. Током меча са Гоијаненсеом, 15. септембра 2010, Нејмар је у једном таквом контакту изборио пенал, а тренер Сантоса — Доривал Жуниор, није му дозволио да изведе пенал, већ је дао другом играчу. Жуниор је своју одлуку правдао чињеницом да је Нејмар промашио пенал у финалу Купа Бразила, на којем је Сантос ипак побиједио. Након одлуке, Нејмар је окренуо леђа тренеру и ушао у сукоб са капитеном клуба — Едуом Драсеном и морао је да га смирује линијски судија. Жуниор је хтио да га суспендује на двије недјеље, али се борд директора сложио са Нејмаром и отпустио тренера, а Нејмар се касније извинио због инцидента. У децембру 2010, са 18 година, завршио је на трећем мјесту у избору за Јужноамеричког фудбалера године, завршивши иза Андреса д Алесандра и Хуана Карлоса Верона.

#### 2011: Награда Пушкаш
У Копа Либертадоресу 2011, постигао је шест голова, по чему је био трећи најбољи стријелац, а Сантос је стигао до финала такмичења. У полуфиналу, постигао је гол у побједи над Серо Портењом. У финалу, Сантос је играо против Пењарола; прва утакмица завршена је 0:0 у Монтевидеу, након чега су побиједили кући 1:0, а Нејмар је постигао једини гол и добио је награду за играча утакмице. Сантос је тако освојио Копа Либертадорес по први пут након 1963, када је Пеле играо за клуб.
У септембру 2011. предсједник Сантоса — Луис Рибеиро, запријетио је да ће пријавити Реал Мадрид код ФИФА, због тога што су наводно покушали да потпишу уговор са Нејмаром. На дан 9. новембра, продужио је уговор са Сантосом, до краја Свјетског првенства 2014, а објављено је да му је плата повећана за 50%. На дан 14. децембра 2011, постигао је гол у побједи од 3:1 против Кашиве рејсол, у полуфиналу Свјетског клупског првенства у Јапану, а у финалу, Сантос је изгубио од Барселоне 4:0. Добио је награду Пушкаш, за најбољи гол године, за гол који је постигао у Бразилској Серији А, против Фламенга, након соло продора. На дан 31. децембра 2011. добио је награду за Јужноамеричког фудбалера године, са рекордном разликом.

#### 2012: Најбољи фудбалер Јужне Америке
На дан 5. фебруара 2012, након што је напунио 20 година, постигао је стоти гол у каријери, против Палмеираса, у шампионату Паулиста. На дан 25. фебруара, постигао је два гола и уписао двије асистенције, у побједи од 6:1 против Понто Прете, док је 7. марта, постигао хет трик у побједи од 3:1 против Интернасионала, у групној фази Копа Либертадореса. На дан 29. марта, постигао је два гола у побједи од 5:0 против Гваратингете, док је, у побједи од 3:1 против Сао Паула, постигао хет трик. У финалу шампионата Паулиста, постигао је два гола у првој утакмици у побједи од 3:0 на гостовању против Гуаранија, док је и у реваншу постигао два гола, у побједи од 4:2. Такмичење је завршио са 20 постигнутих голова, а изабран је за најбољег играча и за најбољег нападача, док је Сантос освојио титулу. У Копа Либертадоресу, био је најбољи стријелац, са Матијасом Алустицом, са по осам голова, а Сантос је испао у полуфиналу од Коринтијанса.
На дан 25. августа, постигао је оба гола у побједи од 2:1 на гостовању Палмеирасу, док је 3. новембра, у 34 колу Серије А, постигао хет трик и уписао асистенцију Фелипеу Андерсону, у побједи од 4:0 на гостовању против Крузеира. У последњем колу, прво је асистирао Виктору Андрадеу за изједначење, након чега је постигао два гола, у побједи од 3:1 против Палмеираса. Изгласан је за најбољег фудбалера Рекопа Судамерикане, гдје је постигао гол у финалу за побједу од 2:0 против Универсидад де Чилеа и донио Сантосу прву титулу у такмичењу. У Серији А, постигао је 14 голова, а изабран је за најбољег нападача и најбољег играча лиге. Такође, добио је награде Армандо Ногера и Артур Фриденрајх, а био је један од тројице финалиста за Пушкаш награду, гдје је у избору завршио на трећем мјесту, иза Мирослава Стоха и Радамела Фалкаа. Изабран је за Јужноамеричког фудбалера године други пут заредом, а награду је добио испред Паола Герера.

#### 2013: Последња сезона
Сезону 2013. почео је са два гола у побједи од 3:1 против Сао Бернарда, у првом колу шампионата Паулиста. Четири дана касније, 23. јануара, дао је гол у побједи од 3:0 против Ботафога. На дан 3. фебруара, постигао је гол и уписао двије асистенције у побједи од 3:0 против Сао Паула. На дан 18. марта, изјавио је да му је сан да игра у Европи, за велике клубове, као што су Барселона, Реал Мадрид и Челси, али је додао да ће напустити Сантос кад буде хтио.
На дан 13. априла, постигао је четири гола, један му је поништен и погодио је пречку, у побједи од 4:0 против Униао Барбаренсеа. На дан 25. априла, његов отац и агент објавио је да Нејмар намјерава да оде у Европу прије Свјетског првенства 2014. Прије последњег меча у дресу Сантоса, против Фламенга, плакао је приликом извођења бразилске химне, а утакмица је завршена 0:0. У избору за Јужноамеричког фудбалера године, завршио је на другом мјесту, иза Роналдиња.

### Барселона
На дан 24. маја 2013, Сантос је објавио да су примили двије понуде за Нејмара. Следећег дана, Нејмар је објавио да ће потписати за Барселону 27. маја и да ће се придружити клубу након Купа конфедерација. Ни Нејмар ни клубови нису објавили детаље трансфера, а потписао је уговор на пет година. На дан 3. јуна 2013, представљен је у Барселони након што је прошао љекарске прегледе и потписао је уговор до јуна 2018.
Представљен је на Камп ноуу пред више од 56 хиљада навијача, што је био рекорд за неког бразилског фудбалера. Вицепредсједник Барселоне — Јозеп Марија Бартомеу, првобитно је објавио да је трансфер био вриједан 57,1 милион евра, а откупна клаузула 190 милиона евра. Клупски доктор је објавио да ће Нејмар можда морати да добије на тежини како би могао да се физички такмичи у шпанском фудбалу.

#### Истрага трансфера
У јануару 2014. тужилаштво у Мадриду, почело је истрагу трансфера који је Барселона платила Сантосу. Документи достављени властима на њихов захтјев, садржали су контрадикторне информације. На дан 23. јануара 2014, Сандро Росели је дао оставку на мјесто предсједника Барселоне. Дан касније, клуб је објавио детаље трансфера, који је коштао 86,2 милиона евра, а Нејмарови родитељи су објавили да су примили 40 милиона евра. Као посљедица, Барселона је оптужена за утају пореза.

#### 2013/14: Прва сезона и прилагођавање
На дан 30. јула 2013, дебитовао је за Барселону, у пријатељској утакмици против Лехије; у игру је ушао у другом полувремену. Први гол за клуб постигао је у побједи од 7:1 против најбољих 11 Тајланда, 7. августа.
Деби за Барселону у такмичарским мечевима имао је у првом колу Ла лиге, у побједи од 7:0 против Левантеа; ушао је у игру у 63 минуту, умјесто Алексиса Санчеза. На дан 21. августа, постигао је први гол на такмичарским мечевима за клуб, у првој утакмици Суперкупа Шпаније, против Атлетико Мадрида. Атлетико је водио 1:0, а Нејмар је дао гол за 1:1 седам минута након што је ушао у игру, умјесто Педра; реванш утакмица је завршена 0:0 и Барселона је освојила Суперкуп, чиме је Нејмар освојио први трофеј са клубом. На дан 18. септембра, дебитовао је у Лиги шампиона, гдје је уписао асистенцију Жерарду Пикеу, у побједи од 4:0 против Ајакса, у првој утакмици групне фазе.
Шест дана касније, постигао је свој први гол у Ла лиги, у побједи од 4:1 против Реал Сосиједада. На дан 26. октобра, постигао је гол и уписао асистенцију за Санчеза, у побједи од 2:1 против Реал Мадрида. На дан 11. децембра, остварио је први хет трик у Лиги шампиона, у побједи од 6:1 против Селтика у последњој утакмици групне фазе. У 30 колу Ла лиге, постигао је два гола у побједи од 3:0 против Селте, оба након асистенције Санчеза. На дан 1. априла 2014. постигао је изједначујући гол у ремију 1:1 против Атлетико Мадрида у првој утакмици четвртфинала Лиге шампиона; у реваншу у Мадриду, Атлетико је побиједио 1:0 и Барселона је испала из такмичења.

#### 2014/15: Трострука круна
На дан 13. септембра 2014, у побједи од 2:0 против Атлетик Билбаа, ушао је у игру у 63 минуту, након чега је постигао два гола, оба на асистенцију Месија. На дан 27. септембра, постигао је хет трик у побједи од 6:0 против Гранаде, након чега је постигао гол и на наредна три меча, укључујући и гол у поразу 3:1 од Реал Мадрида, у Ел Класику.
На дан 24. јануара 2015, постигао је два гола и уписао двије асистенције у побједи од 6:0 против Елчеа. На дан 28. јануара, постигао је 20 гол у сезони, у побједи од 3:2 против Атлетико Мадрида, у четвртфиналу Купа краља. На дан 4. марта, постигао је два гола у побједи од 3:1 против Виљареала, у полуфинала Купа краља, за пласман у финале. На дан 21. априла, постигао је оба гола у побједи од 2:0 против Париз Сен Жермена, у четвртфиналу Лиге шампиона, чиме је стигао до 30 голова у сезони.
У мају, постигао је гол у побједи од 3:0 против Бајерн Минхена, у првој утакмици полуфинала Лиге шампиона; недељу дана касније, постигао је оба гола у поразу 3:2 од Бајерна у реванш утакмици полуфинала, чиме се Барселона пласирала у финале. Постигао је водећи гол у побједи од 2:0 против Реал Сосиједада, у 36 колу Ла лиге, чиме је Барселона стекла четири бода предности испред Реал Мадрида, двије утакмице прије краја првенства.
На дан 7. маја, постигао је гол у побједи од 1:0 против Атлетико Мадрида, чиме је Барселона осигурала титулу, након чега је постигао гол у побједи од 3:1 против Атлетик Билбаа, у финалу Купа краља, чиме је Барселона освојила дуплу круну у домаћим такмичењима. Пошто је Барселона обезбиједила побједу, у финишу меча је изводио трикове са лоптом, а фудбалер Атлетик Билбаа — Андони Ираола, изјавио је да то није било спортски, док је тренер Барселоне — Луис Енрике, изјавио да треба да схвате да је такво понашање прихватљиво у Бразилу, док се Нејмар није извинио.
На дан 6. јуна 2015, постигао је трећи гол у побједи од 3:1 против Јувентуса, у финалу Лиге шампиона, чиме је Барселона освојила пети пут титулу првака Европе. Такође, Барселона је освојила троструку круну, поставши тако први клуб у историји који је освојио троструку круну два пута. Нејмар је постао осми фудбалер у историји који је освојио и Копа Либертадорес и Лигу шампиона, као и први фудбалер који је постигао гол у финалима оба такмичења. Сезону је завршио са 39 голова у свим такмичењима, од чега десет у лиги шампиона, гдје је био најбољи стријелац, заједно са Месијем и Кристијаном Роналдом. Постао је тако први играч, поред њих двојице, након Каке из сезоне 2006/07, који је био најбољи стријелац такмичења. Нападачки трио Барселоне, назван „MSN“, који су чинили Лионел Меси, Луис Суарез и Нејмар, постигао је 122 гола у сезони, чиме су срушили рекорд Барселоне по броју голова једног нападачког трија у сезони, из сезоне 2008/09. од 100 голова које су постигли Меси, Самјуел Ето и Тијери Анри. Такође, поставили су рекорд шпанског фудбала по броју голова нападачког трија у сезони, срушивши рекорд од 118 голова из сезоне 2011/12, који су поставили Кристијано Роналдо, Карим Бензема и Гонзало Игуаин.

#### 2015/16: Дупла круна
Због тога што је имао заушке, морао је да пропусти УЕФА суперкуп и Суперкуп Шпаније. Први гол у сезони постигао је у побједи од 2:1 на гостовању против Атлетико Мадрида, из слободног ударца, у трећем колу Ла лиге. На дан 17. октобра, постигао је четири гола у побједи од 5:2 против Рајо Ваљекана, у 8 колу, чиме је стигао до осам датих голова на осам утакмица. На дан 21. новембра, постигао је гол и асистирао је Андресу Инијести, у побједи од 4:0 на гостовању против Реал Мадрида. Постигао је два гола у побједи од 4:0 против Реал Сосиједада, чиме је дошао до 14 датих голова на 12 утакмица. На дан 4. новембра, постигао је два гола, уз асистенцију Суарезу, у побједи од 3:0 против Бате Борисова, у четвртом колу групне фазе Лиге шампиона. На дан 30. новембра, нашао се на ужем списку кандидата за Златну лопту, заједно са Месијем и Кристијаном Роналдом, а у избору, завршио је на трећем мјесту. На дан 22. маја, постигао је гол за побједу од 2:0 против Севиље на продужетке, чиме је Барселона освојила дуплу круну другу годину заредом. Нападачки трио Барселоне, Меси, Суарез и Нејмар, постигао је 131 гол, чиме су срушили рекорд који су поставили претходне сезоне.

#### 2016/17: Последња сезона
„Докле постоји и 1% шанси, 
имаћемо 99% вјере.“

— Нејмар након пораза 4:0 од Париз Сен Жермена,
 у првој утакмици осмине финала 
 Лиге шампиона 2016/17.
Први гол у сезони 2016/17. постигао је у побједи од 7:0, против Селтика, у првом колу групне фазе Лиге шампиона. Четири дана касније, постигао је први гол у сезони у Ла лиги, у побједи од 5:1 против Леганеса. На дан 24. септембра, постигао је два гола у побједи од 5:0 на гостовању Спортинг Хихону, након чега је постигао гол у поразу од Селте 4:3; Селта је водила на полувремену 3:0, Барселона је смањила, а Нејмар је дао гол из пенала за 3:2. Други гол у Лиги шампиона, постигао је у побједи од 4:0 против Манчестер Ситија, у трећем колу групне фазе.
У првој утакмици осмине финала Лиге шампиона, Барселона је изгубила 4:0 на гостовању против Париз Сен Жермена. У реваншу, Барселона је водила 2:0 на полувремену. У другом полувремену, Нејмар је изборио пенал из којег је Меси дао гол за 3:0; Кавани је смањио на 3:1, након чега је Нејмар дао два гола, за 5:1, у 88 минуту из слободног ударца и у 91 из пенала. У 95 минуту, асистирао је Сержију Роберту за 6:1, захваљујући чему је Барселона прошла у четвртфинале, направивши највећи преокрет у историји Лиге шампиона..
У 37 колу Ла лиге, постигао је хет трик и уписао асистенцију за Суареза, у побједи од 4:1 против Лас Палмаса, а Барселона је завршила на другом мјесту у лиги, три бода иза Реал Мадрида, са 116 датих голова. На дан 2. априла, постигао је стоти гол за Барселону, на 177 утакмици, у побједи од 4:1 против Гранаде. На дан 27. маја, постигао је гол у побједи од 3:1 против Алавеса, у финалу Купа краља, што му је био 105 гол за клуб.

### Пари Сен Жермен
На дан 3. августа 2017. Барселона је објавила да су Нејмарови заступници платили откупну клаузулу од 222 милиона евра, чиме је постао најскупље плаћени фудбалер свих времена. Клуб је обавијестио УЕФА, како би могли да окончају било какву дисциплинску одговорност везану за случај. BBC у Шпанији је објавио да откупну клаузулу мора да активира играч лично. Случај је био необичан, јер је новац уплаћен директно клубу, пошто је Ла лига одбила да прими новац. Обично, откупна клаузула се уплаћује Ла лиги, која затим просљеђује новац клубу. Ипак, Ла лига је одбила да прими новац, наводећи кршење правила финансијског фер плеја од стране Париз Сен Жермена, који је подржан новцем од заливске државе Катар.
Прешао је у Пари Сен Жермен за рекордни трансфер и потписао је уговор на пет година, до 2022. Хавијер Пасторе му је понудио дрес са бројем 10, који је он до тада носио, као „поклон добродошлице“.

#### Тужба за кршење уговора
На дан 27. августа 2017, Барселона је покренула тужбу против Нејмара, у којој је тражила да врати бонусе које је добио за продужетак уговора, као и за 8,5 милиона евра одштете и 10% за заостале обавезе. Тврдили су да им дугује новац који је добио кроз бонусе након што је продужио уговор 2016, такође, затражили су од Париз Сен Жермена да плати уколико играч не може. Његови адвокати објавили су да ће се борити за случај.

#### 2017/18: Дебитантска сезона и трострука круна у домаћим такмичењима
За нови клуб дебитовао је 13. августа 2017, када је постигао гол и уписао асистенцију за побједу од 3:0 против Генгама. На утакмици трећег кола, у побједи од 6:2 против Тулузе, постигао је два гола. По доласку у клуб, формирао је нападачки троп са Каванијем и Мбапеом, а постигао је по гол у прва два кола групне фазе Лиге шампиона, у побједи од 5:0 против Селтика и 3:0 против Бајерн Минхена.
На дан 17. јануара 2018, постигао је четири гола, уз двије асистенције, у побједи од 8:0 против Дижона. У поразу 3:0 од Марсеја, на утакмици 27 кола, повриједио је пету метатарзалну кост на десном стопалу, због чега је отишао у Бело Оризонте, гдје је имао операцију стопала. Због операције, морао је да заврши сезону, у којој је постигао 28 голова на 30 утакмица у свим такмичењима.

#### 2018/19: Повреде и титула у лиги
На дан 12. августа 2018, постигао је први гол у сезони, у побједи од 3:0 против Кана, на Парку принчева. На дан 18. августа, у побједи од 3:1 против Генгама, дао је гол из пенала, док су на наредној утакмици, у побједи од 3:1 против Анжеа, голове постигли сва тројица из нападачког трија — Едисон Кавани, Килијан Мбапе и Нејмар.
На дан 3. октобра, постигао је хет трик у побједи од 6:1 против Црвене звезде, у другом колу групне фазе Лиге шампиона. Крајем јануара 2019, доживио је повреду због које је морао да попусти утакмице осмине финала против Манчестер јунајтеда. Јунајтед је прошао даље захваљујући пеналу који је досуђен у надокнади времена, након чега је Нејмар на друштвеној мрежи Instagram, увриједио ВАР судије јер су досудили пенал и кажњен је са три утакмице суспензије.
На дан 27. априла, у финалу Купа Француске, уписао је асистенцију и постигао је гол за вођство од 2:0 против Рена, који је касније изједначио на 2:2 и побиједио је 6:5 на пенале. Након утакмице, снимљен је како удара навијача у лице. Навијач је снимао и вријеђао Нејмара, а Париз Сен Жермен је објавио да га потпуно подржава. Признао је да је погријешио, додавши да би било ко други остао равнодушан, а тренер тима — Томас Тухел, изјавио је да није лако послије пораза, али да морају да покажу поштовање и да не смију да улазе у сукоб са навијачима.

#### 2019/20: Четворострука круна у домаћим такмичењима и финале Лиге шампиона
У јулу 2019, клуб га је казнио дисциплински, јер није дошао на вријеме за почетак тренинга за нову сезону. Прије краја трансфер периода, потврдио је да ће остати у Париз Сен Жермену, чиме је прекинуо гласине о повратку у Барселону.
На дан 14. септембра 2019, постигао је једини гол у побједи од 1:0 против Стразбура, маказицама у надокнади времена у другом полувремену. Недељу дана касније, постигао је гол у 88 минуту, у побједи од 1:0 против Лиона, у шестом колу.
У октобру, на утакмици између Бразила и Нигерије, доживио је повреду тетиве, због чега је морао да паузира четири недеље. На терен се вратио у ремију 2:2 против Реал Мадрида, у утакмици петог кола Лиге шампиона. На дан 18. фебруара 2020, на првој утакмици осмине финала Лиге шампиона, против Борусије Дортмунд, постигао је гол у поразу 2:1 на Сигнал Идуна парку. У реваншу, постигао је гол у побједи од 2:0, уз асистенцију Хуану Бернату и Париз Сен Жермен је прошао даље укупним резултатом 3:2.
Лига 1 је прекинута након 28 кола, због пандемије ковида 19, а титула је додијељена ПСЖ-у, што је била Нејмарова трећа титула првака Француске. На дан 24. јула, у првој утакмици након наставка сезоне, постигао је гол за побједу од 1:0 против Сент Етјена, у финалу Купа, чиме је освојио свој други Куп Француске са клубом. На дан 31. јула, Париз Сен Жермен је освојио Лига куп, побједом 6:5 на пенале против Лиона, након што је у регуларном дијелу било 0:0, а Париз је тако освојио троструку круну у домаћим такмичењима. У четвртфиналу Лиге шампиона, у побједи од 2:1 на гостовању против Аталанте, асистирао је Маркињосу за изједначујући гол у 90 минуту, након чега је Ерик Максим Чупо Мотинг дао гол за побједу. У полуфиналу, против Лајпцига, асистирао је Ди Марији за гол, у побједи од 3:0 и Пари Сен Жермен се пласирао у финале по први пут у историји. 
 У финалу, Париз Сен Жермен је изгубио 1:0 од Бајерн Минхена, голом Кингслеа Комана, 23. августа.

#### 2020/21: Контроверзе и повреде
Прву утакмицу у сезони 2020/21. пропустио је јер је био позитиван на корона вирус недељу дана раније, а ПСЖ је изгубио 1:0 од Ланса. Тренинзима се вратио 13. септембра, прије утакмице против Олимпик Марсеја. Париз Сен Жермен је изгубио од Марсеја 1:0. На мечу је показано 14 жутих и пет црвених картона, од чега је црвени картон добио и Нејмар, који се сукобио са Алваром Гонзалесом у 97 минуту, након што је дошло до више сукоба између играча. Нејмар је ударио Гонзалеса у главу, због чега је добио црвени картон, а касније је објављено да га је Гонзалес увриједио на расној основи.
Након утакмице, Гонзалес је на друштвеним мрежама порекао да је рекао било какав расистички коментар током меча. На дан 16. септембра, кажњен је са двије утакмице суспензије, а ЛФП је покренуо истрагу против Гонзалеса. Неколико дана прије изрицања казне Гонзалесу, шпанска радио станица — Cadena SER, тврдила је да има снимак како Нејмар вријеђа на расној основи играча Марсеја — Хирокија Сакаија. На дан 30. септембра, ЛФП је одлучио да неће казнити ни Нејмара ни Гонзалеса, јер докази о њиховим грешкама нису били довољни. Дан прије доношења одлуке, Сакаи је објавио на друштвеним мрежама да му Нејмар није упутио расистички коментар.
Прва два гола у сезони постигао је у побједи од 6:1 против Анжеа, 2. октобра. На утакмици, постигао је свој 72 гол за Париз Сен Жермен у свим такмичењима, чиме се изједначио са Раијем на десетом мјесту најбољих стријелаца клуба свих времена. На дан 28. октобра, доживио је повреду примицача на утакмици против Истанбул Башакшехира и изашао је из игре у 25 минуту. На терен се вратио 20. новембра, у поразу од Монака 3:2; Париз је водио на полувремену 2:0, а Нејмар је ушао у игру у 60 минуту умјесто Анхела ди Марије, при резултату 2:1, док је Сеск Фабрегас донио побједу Монаку, са асистенцијом и голом. Први гол након опоравка постигао је у побједи од 1:0 против Лајпцига, у четвртом колу групне фазе Лиге шампиона.
На дан 28. новембра, постигао је 50 гол у Лиги 1, у ремију 2:2 против Бордоа. Свој 50 гол постигао је на 58 утакмица у лиги, поставши тако фудбалер Париз Сен Жермена који је најбрже стигао до 50 голова у лиги. Четири дана касније, 2. децембра постигао је два гола у побједи од 3:1 на гостовању против Манчестер јунајтеда у петом колу групне фазе Лиге шампиона. У последњој утакмици групне фазе, постигао је трећи хет трик у Лиги шампиона, у побједи од 5:2 против Истанбул Башакшехира, чиме је Париз Сен Жермен прошао групну фазу са првог мјеста. Постао је први фудбалер у историји Купа и Лиге шампиона који је дао по 20 голова за два различита клуба у такмичењу, постигавши 20 гол на 25 утакмица за Париз Сен Жермен, након што је постигао 21 гол на 40 утакмица за Барселону.
На дан 13. децембра, у поразу 1:0 од Лиона кући, повриједио је чланак у дуелу са Тијагом Мендешом, због чега је морао да буде изнесен са терена. Због уганућа зглоба, морао је да паузира три недеље. На терен се вратио мјесец дана након повреде, на утакмици Суперкупа Француске — Трофеј шампиона, гдје је постигао гол из пенала у побједи од 2:1 против Марсеја. У 22 колу Лиге 1, постигао је два гола из пенала, против Лоријена, за вођство од 2:1, након чега је Лоријен преокренуо и побиједио 3:2, голом Терема Мофија у 90 минуту. У побједи од 2:1 против Кана, у Купу, повриједио је лијеви примицач, због чега је морао да паузира четири недеље. На терен се вратио 21. марта, у побједи од 4:2 на гостовању против Лиона, у 30 колу Лиге 1; ушао је у игру у 70 минуту, умјесто Мбапеа. У 31 колу, у поразу кући од Лила 1:0, добио је црвени картон, након што је прво добио жути картон због ударања по лицу Бенжамена Андреа, а затим у финишу меча, одгурнуо је Тијага Ђалоа и добио је други жути картон. На дан 1. маја, постигао је гол и уписао асистенцију Маркињосу, у побједи од 2:1 против Ланса, у 35 колу. Париз Сен Жермен је испао од Манчестер Ситија у полуфиналу Лиге шампиона, са два пораза, 2:1 у Паризу и 2:0 у Манчестеру; Нејмар је играо на обје утакмице и добио је жути картон на првој. На дан 8. маја, продужио је уговор са тимом, до 2025. Дан касније, постигао је водећи гол, из пенала, против Рена, у ремију 1:1, чиме је Париз Сен Жермен имао три бода заостатка иза Лила, два кола прије краја првенства. Због броја жутих картона, није играо финале Купа, против Монака, а Париз је освојио Куп побједом 2:0. У 37 колу, постигао је гол из пенала, у побједи 4:0 против Ремса. Лил је ремизирао са Сент Етјеном и коло је прије краја, Париз Сен Жермен је заостајао бод иза Лила. У последњем колу, добио је жути картон у побједи од 2:0 на гостовању Бресту, док је Лил побиједио Анжер и освојио титулу. Нејмар тако по први пут није освојио титулу са ПСЖ-ом, након три узастопне од доласка у клуб.

### Ел Хилал
У августу 2023. године Нејмар је потписао уговор са Ел Хилалом, клубом из Саудијскe професионалнe лигe. Вриједност трансфера је износила око 90 милиона евра.

## Репрезентативна каријера
Због добрих игара у дресу Сантоса током 2010, када су освојили Куп Бразила, у којем је Нејмар био најбољи стријелац, као и шампионат Паулиста, гдје је постигао 14 голова, бивши бразилски фудбалери — Пеле и Ромарио, тражили су од Дунге да га поведе на Свјетско првенство 2010. Иако је мишљење да Нејмар заслужује мјесто у тиму било распрострањено међу Бразилцима, који су скупили 14.000 потписа петиције да се укључи у тим, и вршен је велики притисак на Дунгу да га изабере, изостављен је са коначног списка од 23 играча, као и са списка потенцијалних резерви, у случају отказивања играча. Дунга га је описао као „изузетно талентованог“, али је изјавио да није тестиран довољно у репрезентацији како би заслужио мјесто на првенству и да није импресионирао довољно када је био у тиму.
На дан 26. јула 2010, позван је први пут у сениорску репрезентацију Бразила, од стране новог селектора — Маноа Манезеса, за пријатељску утакмицу против Сједињених Америчких Држава у августу. На дан 10. августа 2010. дебитовао је за репрезентацију против САД, са 18 година; почео је меч у стартној постави и носио је дрес са бројем 11. Након 28 минута на дебију, постигао је први гол, на асистенцију Андреа Сантоса, у побједи од 2:0. На дан 1. марта 2011. изјавио је: „бити у тиму Бразила је привилегија. Ту има неких величанствених играча и веома сам срећан што сам међу њима.“ На дан 27. марта 2011. постигао је оба гола у побједи од 2:0 против Шкотске, на Емирејтсу. Током утакмице, на терен је убачена банана након што је дао гол из пенала, због чега се жалио на константни подсмјех и атмосферу расизма од стране навијача Шкотске. Шкотски званичници су изјавили да је Нејмар извиждан јер је глумио повреду, а њемачки студент, који је био на стадиону међу навијаче Бразила, изјавио је да је бацио банану без расистичке намјере. Након објаве, фудбалски савез Шкотске затражио је извињење од фудбалског савеза Бразила, због оптуживања њихових навијача за расизам. Нејмар је одбио да се извини, изјавивши да није оптужио ниједну особу нити групу навијача.
Септембра 2021. у току квалификација за Светско првенство на утакмици против Перуа постиже погодак и постаје фудбалер који је постигао највише голова за репрезентацију Бразила у мечевима квалификација за Светско првенство са укупно постигнутих 12 голова.

### Првенство Јужне Америке за младе и Копа Америка
Завршио је првенство Јужне Америке за младе играче као најбољи стријелац, са девет голова, од чега два у финалу против Уругваја, у побједи од 6:0. Укључен је у састав тима за Копа Америку 2011. у Аргентини. Постигао је два гола у побједи од 4:2 против Еквадора у трећем колу групне фазе, а изабран је за играча утакмице у првом колу против Венецуеле, која је завршена 1:1. У четвртфиналу, Бразил је испао од Парагваја, изгубивши 2:0 на пенале, након што је у регуларном дијелу било 0:0, а Нејмар је изашао из игре у 80 минуту.

### Олимпијске игре 2012. и први хет трик
На дан 11. маја 2012, уврштен је у састав тима за Олимпијске игре 2012, у Лондону. На првој припремној утакмици пред почетак турнира, 20. јула, у побједи од 2:0 против Велике Британије, асистирао је Сандру код првог гола, након чега је постигао гол из пенала.
На дан 26. јула, постигао је први гол на Играма, у побједи од 3:2 против Египта, у првом колу групне фазе. На утакмици другог кола, против Бјелорусије, на Олд Трафорду, постигао је гол са 30 метара, након чега је асистирао Алешандреу Пату и Оскару, за побједу од 3:1, чиме је Бразил осигурао пласман у четвртфинале. Након утакмице, изјавио је: „погодио сам и направио сам двије асистенције, тако да је за мене савршено.“
На дан 5. августа, у четвртфиналу против Хондураса, дао је гол из пенала и асистирао је Леандру Дамијау, за побједу од 3:2 након преокрета. На дан 11. августа, Бразил је изгубио у финалу од Мексика, на Вемблију 2:1.
На дан 10. септембра, постигао је први хет трик за репрезентацију, у побједи од 8:0 против Кине, у Рецифеу. Девет дана касније, постигао је гол у побједи од 2:1 против Аргентине, у првој утакмици Суперкласика де лас Америкас.

### Куп конфедерација 2013.
Изабран је у тим селектора Луиса Фелипеа Сколарија за Куп конфедерација 2013, а за турнир, узео је дрес са бројем 10, након што је претходно носио број 11.
Први гол на турниру постигао је у побједи од 3:0 против Јапана, 15. јуна, у првом колу групне фазе. У другом колу, дао је гол у деветом минуту, након чега је асистирао Жоу у 90 минуту, за побједу од 2:0 против Мексика. На последњој утакмици у групи, постигао је свој трећи гол на турниру, у побједи од 4:2 против Италије и добио је награду за играча утакмице на трећој утакмици заредом.
У полуфиналу, 30. јуна, учествовао је у акцији из које је Фред постигао водећи гол против Уругваја; изједначио је Кавани, након чега је Нејмар асистирао Паулињу у 86 минуту, за побједу од 2:1. У финалу, против Шпаније, учествовао је у акцији из које је Фред постигао гол у другом минуту, након чега је сам дао гол у 44 минуту, а Фред је у 47 постигао трећи гол, за побједу од 3:0. Због издања, добио је златну лопту, за најбољег играча турнира.

### Свјетско првенство 2014.
На дан 5. марта 2014, постигао је хет трик у побједи од 5:0 против Јужноамеричке Републике, у Јоханезбургу. Након што је судија свирао крај утакмице, дјечак је утрчао на терен; обезбјеђење је почело да га изводи са терена, али је Нејмар реаговао, како га не би избацили и упознао га је са осталим играчима Бразила, а затим су га бацали увис у току прославе.
На дан 2. јуна, уврштен је у састав тима за Свјетско првенство 2014. Пред почетак првенства, очекивало се да Нејмар, као највећа звијезда тима, предводи Бразил до шесте титуле првака свијета и прве титуле у домовини. Недељу дана прије прве утакмице, дао је гол и уписао двије асистенције у побједи од 4:0 против Панаме, у пријатељској утакмици.
Своју 50 утакмицу за репрезентацију одиграо је у првом колу групне фазе, против Хрватске, у Сао Паулу. У 26 минуту, при резултату 1:0, ударио је Луку Модрића, због чега је добио жути картон. Многи су изјавили да је казна била блага и да је требало да добије црвени картон. Изједначио је прије краја првог полувремена, ударцем ван шеснаестерца, након чега је постигао гол за вођство од 2:1 из пенала у 71 минуту, док је Оскар постигао гол за побједу од 3:1. На утакмици трећег кола групне фазе, постигао је два гола у побједи од 4:1 против Камеруна и Бразил се пласирао у нокаут фазу. Утакмица осмине финала, против Чилеа, завршена је 1:1, Бразил је побиједио 3:2 на пенале, а Нејмар је постигао одлучујући гол.
У четвртфиналу, у побједи од 2:1 против Колумбије, асистирао је Тијагу Силви за водећи гол у 7 минуту из корнера; то му је била друга асистенција из корнера, након што је асистирао за гол Давиду Луизу против Чилеа. У 88 минуту, Хуан Камило Зунига га је фаулирао, због чега је морао да напусти игру на носилима. Скенер је показао да је доживио прелом кичме и да ће морати да пропусти остатак првенства. У полуфиналу, без Нејмара, Бразил је изгубио 7:1 од Њемачке, што је био највећи пораз репрезентације у историји.
На дан 11. јула, нашао се на скраћеном списку од десет играча, кандидата за најбољег играча првенства. Добио је бронзану копачку, као трећи најбољи стријелац и уврштен је у идеални тим првенства.

### Копа Америка 2015.
Пошто Тијаго Силва није играо због повреде, селектор Бразила — Дунга, именовао је Нејмара за новог капитена репрезентације, објавивши да ће остати капитен за стално. На дан 14. октобра 2014, постигао је четири гола на једној утакмици по први пут у репрезентацији, у побједи од 4:0 против Јапана, у пријатељској утакмици у Сингапуру. Са 22 године, постигао је 40 голова на 58 утакмица и постао је пети најбољи стријелац у историји репрезентације Бразила, прескочивши Роналдиња и Ривалда. На дан 26. марта 2015, постигао је други гол у побједи од 3:1 против Француске, у Паризу.
На дан 14. јуна, у првој утакмици групне фазе Копа Америке, постигао је изједначујући гол, након чега је асистирао Дагласу Кости за побједу од 2:1 против Перуа. На утакмици другог кола, Бразил је изгубио 1:0 од Колумбије, а Нејмар је добио жути картон због играња руком. Након што је судија свирао крај утакмице, намјерно је шутнуо лопту у Пабла Армера, због чега га је Карлос Бака гурнуо и обојица су добили црвени картон. КОНМЕБОЛ га је казнио са четири утакмице суспензије и 10.000 долара.

### Летње олимпијске игре 2016.
Фудбалски савез Бразила хтио је да Нејмар игра и на Копа Америци и на Олимпијским играма, током љета 2016, али је, након захтјева тренера Барселоне — Луиса Енрикеа, одлучено да прескочи Копа Америку. Крајем јуна 2016, уврштен је у тим Бразила за Олимпијске игре 2016, као један од три фудбалера старија од 23 године и постављен је за капитена репрезентације.
У четвртфиналу, постигао је први гол из слободног ударца и асистирао Луану код другог гола, у побједи од 2:0 против Колумбије. У полуфиналу, постигао је два гола, први и последњи на утакмици, у побједи од 6:0 против Хондураса.
У финалу, против Њемачке, на Маракани, 20. августа, постигао је гол за вођство Бразила из слободног ударца; Макс Мејер је изједначио у другом полувремену и утакмица је завршена 1:1. На пенале, Бразил је побиједио 5:4, а Нејмар је погодио одлучујући пенал и донио репрезентацији Бразила прву златну медаљу на Олимпијским играма. И прије и послије турнира, критикован је због понашања на терену и ван њега, а велики број бивших бразилских фудбалера, изјавио је да Нејмар није дорастао да буде капитен репрезентације. Након освајања Игара, одустао је од тога да буде капитен.

### Свјетско првенство 2018.
У мају 2018. уврштен је у састав тима за Свјетско првенство 2018, у Русији. На дан 3. јуна, вратио се у репрезентацију након три мјесеца паузе због повреде стопала и постигао је гол у побједи од 2:0 против Хрватске, на Енфилду. Наредне недеље, у побједи од 3:0 против Аустрије, постигао је 55 гол за репрезентацију, чиме се изједначио на трећем мјесту листе стријелаца репрезентације, са Ромариом. На утакмици другог кола групне фазе Свјетског првенства, играној 22. јуна, постигао је гол у судијској надокнади, за побједу од 2:0 против Костарике. Са голом, престигао је Ромарија на листи, оставши само иза Пелеа и Роналда.
На дан 2. јула, постигао је свој други гол на првенству и асистирао је Роберту Фирмину, у побједи од 2:0 против Мексика у осмини финала. Након утакмице, BBC Sport је написао да, без обзира на добру игру, Нејмар остаје непопуларан међу неутралним навијачима, због његове дрскости и глуме. Бразилски часопис — O Globo, написао је да је Нејмар шармирао Бразил, али да је изнервирао остатак свијета. На дан 6. јула, Бразил је изгубио у четвртфиналу од Белгије и испао је са првенства; у надокнади времена, Тибо Куртоа је врховима прстију одбранио ударац Нејмара за изједначење.

### Квалификације за Свјетско 2022.
У мају 2019, уврштен је у тим за Копа Америку 2019, у Бразилу. На дан 5. јуна, доживио је повреду чланка у побједи од 2:0 против Катара и отписан је за учешће на турниру, јер је морао да паузира најмање четири недеље.
На дан 10. октобра 2019, одиграо је стоту утакмицу за репрезентацију, у ремију 1:1 против Сенегала, у пријатељској утакмици. На дан 13. октобра 2020, постигао је хет трик у побједи од 4:2 против Перуа, у квалификацијама за Свјетско првенство 2022, чиме је престигао Роналда на другом мјесту листе стријелаца Бразила.

## Профил

### Стил игре и пријем
Нејмар углавном игра на позицији централног нападача, другог или крилног нападача, као и офанзивног везног, а описан је као „прави феномен“. Обично игра на позицији лијевог крилног нападача и за клуб и за репрезентацију, у формацији 4–3–3, одакле се повлачи ближе центру, захваљујући добром темпу и плејмејкерским способностима; овакво позиционирање, омогућава му да шутира са јачом ногом или да асистира саиграчима. Његове вјештине, дриблинзи и трикови, довели су до поређења са Роналдињом. Главне особине су му креативност, визија, дриблинзи, завршетак, финте и техника, а описан је као „електричан“ и „експлозиван“. Често изводи трик rainbow flick, а као добар голгетер, иако је дешњак, способан је да даје голове и лијевом и десном ногом, главом, као и из слободних удараца и пенала. Изјавио је: „увијек сам се трудио да усавршим све — дриблинг, ударац, игру главом и контролу. Увијек можете да се побољшате.“ Током дјетињства, био је инспирисан са Месијем, Кристијаном Роналдом, Андресом Инијестом, Чавијем и Вејном Рунијем.
Сматран је једним од највећих талената у младости, а Роналдињо је рекао да сматра да ће постати најбољи фудбалер на свијету, изјавивши 2013: „Нејмар је млад и не могу да објасним како ће специјалан постати. У наредне двије или три сезоне, постаће најбољи фудбалер.“ Роналдо је такође рекао да вјерује да Нејмар може да постане најбољи на свијету, изјавивши: „логично, Меси је бољи сада, али Нејмар је велики таленат који ће показати свијету да ће бити број 1. Бивши спортски директор Реал Мадрида — Хорхе Валдано, изјавио је: „волим Нејмара много. Већина његових индивидуалних акција се завршава голом и обично је то потез који се дешава само са њим на терену.“ Након што је прешао у Барселону, почео је да се развија у једног од најбољих фудбалера.

„И тако, циркус Нејмар је стигао у Дортмунд. Бразилска расположења, глума, дрскост и успјеси у постизању голова била су видљива у свим фасцинантним и очаравајућим детаљима.“

—Forbes, након утакмице између Борусије Дортмунд и Париз Сен Жермена, у фебруару 2020.
Ипак, познат је по томе што лако пада и симулира прекршаје, за шта је Пеле изјавио: „он је играч са тијелом које не може да издржи много удараца. Доста пута ће пасти јер не може да уради ништа друго, али превазилази то. Чак и када је фаулиран, не може да направи спектакл од тога.“ Током Свјетског првенства 2018, његови потези изазвали су „Нејмар челенџ“ на друштвеним мрежама, за драматично падање. Као главна звијезда репрезентације и већине клубова у којима је играо, обично је играч којег противнички играчи највише циљају; године 2018. био је највише фаулиран играч у пет најјачих европских лига. Често је оптуживан да преувеличава повреде; Ерик Кантона је изјавио: „Нејмар је сјајан глумац. Једва да га додирнете и врти се сатима и сатима.“ У одговору на критике, након Свјетског првенства 2018, признао је да није могао да се носи са фрустрацијом која је допринјела да буде театралан на терену и обећао је да ће се промијенити на боље. Такође, током каријере, борио се са разним повредама.

### Поређења
Медији га обично пореде са Пелеом, јер посједује сличну грађу, а исто као и Пеле, поникао је у академији Сантоса. Изјавио је да му је Пеле узор, додавши: „не волим да правим поређења са Пелеом.“ Такође, често је поређен са Роналдињом.
Временом, репутација му је расла, због чега су га и медији и бивши играчи поредили са Месијем, о чему је Нејмар изјавио: „Меси је изнад свих, нема сврхе поредити ме са њим. Он је најбољи фудбалер на свијету, а ја сам увијек инспирисан када гледам добар фудбал.“ Роналдо је изјавио: „Нејмар је велики таленат. Најбоље што имамо ми у Бразилу. Веома је сличан Месију.“ Зико је изјавио: „видим Нејмара као Кристијана Роналда и Месија, типа који се појављује и омогућује да се ствари десе.“ Након што је постигао хет трик у побједи од 3:1 против Интернасионала у Копа Либертадоресу и Месијевих пет голова у Лиги шампиона, изјавио је: „ја сам Месијев фан. Речено ми је шта је урадио данас. Подржавам га да постигне што више лијепих голова, тако да могу да га копирам и имитирам.“ Године 2017. Дејвид Бекам је изјавио: „Лионел Меси и Кристијано Роналдо су добили новог ривала — и Нејмар је спреман да повуче свој потез.“

## Ван фудбала

### Приватни живот
На дан 13. августа 2011, добио је сина, са дјевојком Каролином Дантас, коме су дали име Дави Лука. Има близак однос са сестром Рафаелом Бекран, чије лице је истетовирао на руци, док је она истетовирала његове очи на руци.
Нејмар је хришћанин, а припадник је пантекостализма. О својој вјери, изјавио је: „живот једино има смисла када је наш највећи идеал да служимо Христосу!“ Такође, повремено носи траку за косу са натписом „100% Христос“.
Према наводима, 10% од својих прихода даје цркви у коју иде, а као вјерског узора навео је Каку. Сваке године, организује хуманитарну утакмицу са бразилским фудбалером Ненеом, у граду Жундијаи, родном граду Ненеа, са циљем да прикупе храну и средства за угрожене породице. Поред португалског, говори и шпански језик.
У јулу 2019, полиција је саопштила да је истрага која је спровођена против њега због силовања, одбачена због недовољно доказа.
На дан 2. септембра 2020, објављено је да је, заједно са саиграчима из Париз Сен Жермена — Анхелом ди Маријом и Леандром Паредесом, био позитиван на корона вирус. Часопис L'Équipe, објавио је да су њих тројица били на одмору на Ибизи, а због позитивног резултата били су у карантину недељу дана.

### Богатство и спонзорства
Потписао је велики број спонзорских уговора откако је његова репутација почела да расте када је имао 17 година. У марту 2011. потписао је уговор на 11 година са америчком компанијом за производњу спортске опреме — Nike, који је завршен у августу 2020. и промијенио је компанију након 15 година, јер је претходно носио њихову опрему у млађим категоријама. Након тога, потписао је уговор са њемачком компанијом Puma. У марту 2011, Panasonic је платио 2,4 милиона долара за двогодишњи уговор. Прије него што је потписао за Барселону, France Football га је сврстао на 13 мјесто фудбалера са највећом зарадом 2012, са укупном зарадом од 18,8 милиона долара. Такође, потписао је спонзорске уговоре са компанијама Volkswagen, Tenys Pé Baruel, Lupo, Ambev, Claro, Unilever и Santander. Године 2018, France Football га је сврстао на треће мјесто на листи најплаћенијих фудбалера на свијету, са укупном зарадом од 81,5 милиона евра, односно 95 милиона долара, рачунајући плату у клубу, бонусе и спонзорске уговоре. Године 2019, Forbes га је сврстао на треће мјесто најплаћенијих спортиста на свијету, иза Месија и Кристијана Роналда, са укупном зарадом од 105 милиона долара.
На дан 8. маја 2013, часопис SportsPro, сврстао га је на прво мјесто најпродаванијих спортиста на свијету, испред Месија. Истог мјесеца, компанија Nike, произвела је модел копачки Nike Hypervenom, за Нејмара, који их је преставио на промоцији у Рио де Жанеиру. У новембру 2012, маркетиншка агенција — Loducca, креирала је његов лични логотип бренда, на којем су слова Н, Ј и Р, што представља његово име — Нејмар Млађи (порт. Neymar Junior), а Н је стилизовано тако да одговара његовом броју 11, који је тада носио на дресу. Учествовао је у реклами за Beats Electronics 2014, заједно са другим фудбалерима, као што су Тијери Анри и Луис Суарез, а тема је била ‚игра прије игре‘, у којем се приказује ритуал играча о слушању музике прије почетка утакмице.

### Медији
Нејмар је био на насловници сјеверноамеричке верзије видео игара Pro Evolution Soccer 2012. и Pro Evolution Soccer 2013, које дистрибуира Konami, придруживши се тако Кристијану Роналду на насловници. Године 2018, потписао је за EA Sports и појавио се на насловници видео игре FIFA 18, једној од серија видео игара FIFA. Појавио се на насловници ултимативног издања видео игре FIFA 19, заједно са Кристијаном Роналдом, а његова препознатљива прослава гола је такође укључена у игру. У оригиналном издању игре, на насловници је био Кристијано Роналдо у дресу Реал Мадрида, али након што је прешао у Јувентус, FIFA је објавила ултимативно издање, на којем су на насловници Кристијано Роналдо у дресу Јувентуса и Нејмар у дресу Париз Сен Жермена.
У фебруару 2013, нашао се на насловној страни часописа Time, поставши тако први бразилски спортиста који се појавио на насловници. Издање је укључивало и чланак, који је Боби Гош назвао „нови Пеле“, док је у поднаслову писало „како каријера бразилске фудбалске звијезде, Нејмара, објашњава економију његове државе“.
На насловној страни бразилског фудбалског часописа — Placar, приказан је Нејмар са крстом, а у наслову чланка писало је „Нејмарово крштење“, док је у поднаслову писало „бразилски ас се претвара у жртвеног јарца у спорту у којем сви остали играју прљаво“, што је изазвало доста контроверзи.
У априлу 2013, бразилски карикатуриста — Маурисио де Соуза, објавио је стрип Monica's Gang, у којем се налази млађа верзија Нејмара, под именом Нејмар Јр. који је главни лик.
У мају 2013, часопис SportsPro, прогласио га је за најпродаванијег спортисту на свијету другу годину заредом, испред Месија, Рорија Мекилроја, Јусејна Болта и Кристијана Роналда. Листа се формира на основу новчане вриједности, година, харизме и њиховог тржишног потенцијала у наредне три године. У марту 2015, био је на четвртом мјесту по ренкингу спортиста на друштвеним мрежама, иза Кристијана Роналда, Лионела Месија и Дејвида Бекама, са 52 милиона пратилаца на мрежи Facebook. До априла 2021, има преко 140 милиона пратилаца на друштвеној мрежи Instagram, по чему је међу 15 најпраћенијих налога на мрежи и на трећем мјесту од спортиста, иза Кристијана Роналда и Месија. На ESPN листи активних спортиста 2016, рангиран је на четвртом мјесту најпопуларнијих спортиста на свијету, иза Кристијана Роналда, Леброна Џејмса и Месија, а испред Роџера Федерера. У априлу 2017, укључен је на листу часописа Time од 100 најутицајнијих људи на свијету. Године 2019, ESPN га је поново рангирао на четврто мјесто најпопуларнијих спортиста на свијету, поново иза Кристијана Роналда, Леброна Џејмса и Месија, а испред Конора Макгрегора.
Како би обиљежили почетак Свјетског првенства 2014. у Бразилу, у јуну 2014, Нејмар се појавио на насловној страни бразилске верзије часописа Vogue, са манекенком Жизел Биндшен, супругом Тома Брејдија. У новембру 2014. учествовао је у кампањи ФИФА 11 против еболе, у којој су учествовали још Кристијано Роналдо, Гарет Бејл, Чави и Дидије Дрогба. Под слоганом „Заједно, можемо да побиједимо еболу“, у сарадњи са Афричком фудбалском организацијом — КАФ и здравственим стручњацима, играчи су држали 11 порука како би подигли свјесност о болести и начине за борбу против ње.

### Музика
Постао је познат по промовисању бразилске модерне поп музике, посебно жанра Música sertaneja. Видео у којем плеше у свлачионици Сантоса, испред саиграча, који су га снимали док је слушао пјесму Мишела Тела — Ai se eu te pego!, постао је виралан. Плес је почео да изводи и након постизања голова, а појавио се уживо на једном концерту заједно са Телом. Такође, присуствовао је концерту Густава Лиме, гдје је, заједно са њим, пјевао пјесме Balada и Fazer Beber. Године 2012, учествовао је у видео споту за пјесму дуа Жоао Лукас и Марсело — Eu Quero Tchu, Eu Quero Tcha. Године 2013, учествовао је у видео споту репера MC Guim — País do Futebol.

### Телевизија и филмови
Године 2017, глумио је самога себе у филму XXX: Повратак Зандера Кејџа, трећем наставку филмске трилогије XXX, у којем у главним улогама, између осталих, глуме Вин Дизел, Дипика Падуконе, Дони Јен и Нина Добрев. Године 2019. појавио се у три епизоде серије кућа од папира, гдје је глумио улогу Моње Жаоа.
| Година | Назив                       | Улога     | Напомена | Тип       |
| ------ | --------------------------- | --------- | -------- | --------- |
| 2012.  | (fdp)                       | Енканадор | —        | ТВ серија |
| 2017.  | Os Parças                   | сам себе  | —        | Филм      |
| 2017.  | XXX: Повратак Зандера Кејџа | сам себе  | —        | Филм      |
| 2019.  | Кућа од папира              | Моње Жоао | —        | ТВ серија |

## Статистика каријере

### Клубови
Ажурирано након утакмице игране 23. маја 2021.
| Клуб              | Сезона            | Лига              | Лига  | Лига | Куп   | Куп  | Државна лига | Државна лига | Континентално | Континентално | Остало | Остало | Укупно | Укупно |
| Клуб              | Сезона            | Лига              | Утак. | Гол. | Утак. | Гол. | Утак.        | Гол.         | Утак.         | Гол.          | Утак.  | Гол.   | Утак.  | Гол.   |
| ----------------- | ----------------- | ----------------- | ----- | ---- | ----- | ---- | ------------ | ------------ | ------------- | ------------- | ------ | ------ | ------ | ------ |
| Сантос            | 2009.             | Серија А          | 33    | 10   | 3     | 1    | 12           | 3            | —             | —             | —      | —      | 48     | 14     |
| Сантос            | 2010.             | Серија А          | 31    | 17   | 8     | 11   | 19           | 14           | 2             | 0             | —      | —      | 60     | 42     |
| Сантос            | 2011.             | Серија А          | 21    | 13   | —     | —    | 11           | 4            | 13            | 6             | 2      | 1      | 47     | 24     |
| Сантос            | 2012.             | Серија А          | 17    | 14   | —     | —    | 16           | 20           | 12            | 8             | 2      | 1      | 47     | 43     |
| Сантос            | 2013.             | Серија А          | 1     | 0    | 4     | 1    | 18           | 12           | —             | —             | —      | —      | 23     | 13     |
| Сантос            | Укупно            | Укупно            | 102   | 54   | 15    | 13   | 75           | 53           | 27            | 14            | 4      | 2      | 225    | 136    |
| Барселона         | 2013/14.          | Ла лига           | 26    | 9    | 3     | 1    | —            | —            | 10            | 4             | 2      | 1      | 41     | 15     |
| Барселона         | 2014/15.          | Ла лига           | 33    | 22   | 6     | 7    | —            | —            | 12            | 10            | —      | —      | 51     | 39     |
| Барселона         | 2015/16.          | Ла лига           | 34    | 24   | 5     | 4    | —            | —            | 9             | 3             | 1      | 0      | 49     | 31     |
| Барселона         | 2016/17.          | Ла лига           | 30    | 13   | 6     | 3    | —            | —            | 9             | 4             | 0      | 0      | 45     | 20     |
| Барселона         | Укупно            | Укупно            | 123   | 68   | 20    | 15   | —            | —            | 40            | 21            | 3      | 1      | 186    | 105    |
| Пари Сен Жермен   | 2017/18.          | Лига 1            | 20    | 19   | 1     | 2    | —            | —            | 7             | 6             | 2      | 1      | 30     | 28     |
| Пари Сен Жермен   | 2018/19.          | Лига 1            | 17    | 15   | 3     | 2    | —            | —            | 6             | 5             | 2      | 1      | 28     | 23     |
| Пари Сен Жермен   | 2019/20.          | Лига 1            | 15    | 13   | 2     | 2    | —            | —            | 7             | 3             | 3      | 1      | 27     | 19     |
| Пари Сен Жермен   | 2020/21.          | Лига 1            | 18    | 9    | 3     | 1    | —            | —            | 9             | 6             | 1      | 1      | 31     | 17     |
| Пари Сен Жермен   | Укупно            | Укупно            | 70    | 56   | 9     | 7    | —            | —            | 29            | 20            | 8      | 4      | 116    | 87     |
| Укупно у каријери | Укупно у каријери | Укупно у каријери | 295   | 178  | 44    | 35   | 75           | 53           | 95            | 56            | 15     | 7      | 528    | 329    |

1. ↑  Укључује Куп Бразила, Куп краља и Куп француске
2. ↑  Укључује Шампионат Паулиста
3. ↑  Наступ(и) у Копа Судамерикани
4. 1 2  Наступ(и) у Копа Либертадоресу
5. 1 2  Наступ(и) на Свјетском клупском првенству
6. ↑  Наступ(и) у Рекопа Судамерикани
7. 1 2 3 4 5 6 7 8  Наступ(и) у Лиги шампиона
8. ↑  Наступ(и) у Суперкупу Шпаније
9. 1 2  Наступ(и) у лига купу Француске
10. ↑  Један наступ и један гол у Лига купу, један наступ у Суперкупу Француске
11. ↑  Наступ у Суперкупу Француске

### Репрезентација
Ажурирано након утакмице игране септембра 2021. 
| Репрезентација | Година | Наступи | Голови |
| -------------- | ------ | ------- | ------ |
| Бразил         | 2010   | 2       | 1      |
| Бразил         | 2011   | 13      | 7      |
| Бразил         | 2012   | 12      | 9      |
| Бразил         | 2013   | 19      | 10     |
| Бразил         | 2014   | 14      | 15     |
| Бразил         | 2015   | 9       | 4      |
| Бразил         | 2016   | 6       | 4      |
| Бразил         | 2017   | 8       | 3      |
| Бразил         | 2018   | 13      | 7      |
| Бразил         | 2019   | 5       | 1      |
| Бразил         | 2020   | 2       | 3      |
| Бразил         | 2021   | 10      | 5      |
| Укупно         | Укупно | 113     | 69     |

### Голови за репрезентацију
| ‡ | Гол из пенала |

| Број | Наступ | Датум               | Стадион                                                          | Противник        | Гол за | Коначан резултат | Такмичење                                 | Реф.    |
| ---- | ------ | ------------------- | ---------------------------------------------------------------- | ---------------- | ------ | ---------------- | ----------------------------------------- | ------- |
| 1    | 1      | 10. август 2010.    | Стадион Метлајф, Ист Радерфорд, САД                              | Сједињене Државе | 1:0    | 2:0              | Пријатељска                               | [ 390 ] |
| 2    | 3      | 27. март 2011.      | Емирејтс, Лондон, Енглеска                                       | Шкотска          | 1:0    | 2:0              | Пријатељска                               | [ 391 ] |
| 3    | 3      | 27. март 2011.      | Емирејтс, Лондон, Енглеска                                       | Шкотска          | 2:0‡   | 2:0              | Пријатељска                               | [ 391 ] |
| 4    | 8      | 13. јул 2011.       | Стадион Марио Алберто Кемпес, Кордоба, Аргентина                 | Еквадор          | 2:1    | 4:2              | Копа Америка 2011.                        | [ 392 ] |
| 5    | 8      | 13. јул 2011.       | Стадион Марио Алберто Кемпес, Кордоба, Аргентина                 | Еквадор          | 4:2    | 4:2              | Копа Америка 2011.                        | [ 392 ] |
| 6    | 10     | 10. август 2011.    | Мерцедес-Бенц арена, Штутгарт, Њемачка                           | Њемачка          | 2:3    | 2:3              | Пријатељска                               | [ 393 ] |
| 7    | 13     | 28. септембар 2011. | Олимпико до Пара, Белем, Бразил                                  | Аргентина        | 2:0    | 2:0              | Амерички Суперкласико 2011.               | [ 394 ] |
| 8    | 14     | 8. октобар 2011.    | Национални стадион, Сан Хозе, Костарика                          | Костарика        | 1:0    | 1:0              | Пријатељска                               | [ 395 ] |
| 9    | 17     | 30. мај 2012.       | Федексфилд, Ландовер, САД                                        | Сједињене Државе | 1:0‡   | 4:1              | Пријатељска                               | [ 396 ] |
| 10   | 22     | 10. септембар 2012. | Стадион Аруда, Рецифе, Бразил                                    | Кина             | 2:0    | 8:0              | Пријатељска                               | [ 397 ] |
| 11   | 22     | 10. септембар 2012. | Стадион Аруда, Рецифе, Бразил                                    | Кина             | 5:0    | 8:0              | Пријатељска                               | [ 397 ] |
| 12   | 22     | 10. септембар 2012. | Стадион Аруда, Рецифе, Бразил                                    | Кина             | 6:0    | 8:0              | Пријатељска                               | [ 397 ] |
| 13   | 23     | 19 September 2012   | Стадион Сера Дурада, Гојанија, Бразил                            | Аргентина        | 2:1‡   | 2:1              | Амерички Суперкласико 2012.               | [ 398 ] |
| 14   | 24     | 11 October 2012     | Стадион Сведбанк, Малме, Шведска                                 | Ирак             | 5:0    | 6:0              | Пријатељска                               | [ 399 ] |
| 15   | 25     | 16 October 2012     | Градски стадион, Вроцлав, Пољска                                 | Јапан            | 2:0    | 4:0              | Пријатељска                               | [ 400 ] |
| 16   | 25     | 16 October 2012     | Градски стадион, Вроцлав, Пољска                                 | Јапан            | 3:0    | 4:0              | Пријатељска                               | [ 400 ] |
| 17   | 26     | 15. новембар 2012.  | Стадион Метлајф, Ист Радерфорд, САД                              | Колумбија        | 1:1    | 1:1              | Пријатељска                               | [ 401 ] |
| 18   | 31     | 6. април 2013.      | Стадион Рамон Тахуичи Агвилера Санта Круз де ла Сијера, Боливија | Боливија         | 2:0    | 4:0              | Пријатељска                               | [ 402 ] |
| 19   | 31     | 6. април 2013.      | Стадион Рамон Тахуичи Агвилера Санта Круз де ла Сијера, Боливија | Боливија         | 3:0    | 4:0              | Пријатељска                               | [ 402 ] |
| 20   | 32     | 24. април 2013.     | Минеирао, Бело Оризонте, Бразил                                  | Чиле             | 2:1    | 2:2              | Пријатељска                               | [ 403 ] |
| 21   | 35     | 15. јун 2013.       | Стадион Мане Гаринча, Бразилија, Бразил                          | Јапан            | 1:0    | 3:0              | Куп конфедерација 2013.                   | [ 404 ] |
| 22   | 36     | 19. јун 2013.       | Стадион Кастелао, Форталеза, Бразил                              | Мексико          | 1:0    | 2:0              | Куп конфедерација 2013.                   | [ 405 ] |
| 23   | 37     | 22. јун 2013.       | Арена фонте нова, Салвадор, Бразил                               | Италија          | 2:1    | 4:2              | Куп конфедерација 2013.                   | [ 406 ] |
| 24   | 39     | 30. јун 2013.       | Маракана, Рио де Жанеиро, Бразил                                 | Шпанија          | 2:0    | 3:0              | Куп конфедерација 2013.                   | [ 407 ] |
| 25   | 41     | 7. септембар 2013.  | Стадион Мане Гаринча, Бразилија, Бразил                          | Аустралија       | 3:0    | 6:0              | Пријатељска                               | [ 408 ] |
| 26   | 42     | 10. септембар 2013. | Стадион Жилет, Фоксборо, САД                                     | Португалија      | 2:1    | 3:1              | Пријатељска                               | [ 409 ] |
| 27   | 43     | 12. октобар 2013.   | Стадион за Свјетско првенство, Сеул, Јужна Кореја                | Јужна Кореја     | 1:0    | 2:0              | Пријатељска                               | [ 410 ] |
| 28   | 47     | 5. март 2014.       | Сокер сити, Јоханезбург, Јужноафричка Република                  | Јужна Африка     | 2:0    | 5:0              | Пријатељска                               | [ 411 ] |
| 29   | 47     | 5. март 2014.       | Сокер сити, Јоханезбург, Јужноафричка Република                  | Јужна Африка     | 3:0    | 5:0              | Пријатељска                               | [ 411 ] |
| 30   | 47     | 5. март 2014.       | Сокер сити, Јоханезбург, Јужноафричка Република                  | Јужна Африка     | 5:0    | 5:0              | Пријатељска                               | [ 411 ] |
| 31   | 48     | 3. јун 2014.        | Стадион Сера Дурада, Гојанија, Бразил                            | Панама           | 1:0    | 4:0              | Пријатељска                               | [ 412 ] |
| 32   | 50     | 12. јун 2014.       | Арена Коринтијанс, Сао Пауло, Бразил                             | Хрватска         | 1:1    | 3:1              | Свјетско првенство 2014.                  | [ 413 ] |
| 33   | 50     | 12. јун 2014.       | Арена Коринтијанс, Сао Пауло, Бразил                             | Хрватска         | 2:1‡   | 3:1              | Свјетско првенство 2014.                  | [ 413 ] |
| 34   | 52     | 23. јун 2014.       | Стадион Мане Гаринча, Бразилија, Бразил                          | Камерун          | 1:0    | 4:1              | Свјетско првенство 2014.                  | [ 414 ] |
| 35   | 52     | 23. јун 2014.       | Стадион Мане Гаринча, Бразилија, Бразил                          | Камерун          | 2:1    | 4:1              | Свјетско првенство 2014.                  | [ 414 ] |
| 36   | 55     | 5. септембар 2014.  | Стадион Хард рок, Мајами Гарденс, САД                            | Колумбија        | 1:0    | 1:0              | Пријатељска                               | [ 415 ] |
| 37   | 58     | 14. октобар 2014.   | Национални стадион у Сингапуру, Каланг, Сингапур                 | Јапан            | 1:0    | 4:0              | Пријатељска                               | [ 416 ] |
| 38   | 58     | 14. октобар 2014.   | Национални стадион у Сингапуру, Каланг, Сингапур                 | Јапан            | 2:0    | 4:0              | Пријатељска                               | [ 416 ] |
| 39   | 58     | 14. октобар 2014.   | Национални стадион у Сингапуру, Каланг, Сингапур                 | Јапан            | 3:0    | 4:0              | Пријатељска                               | [ 416 ] |
| 40   | 58     | 14. октобар 2014.   | Национални стадион у Сингапуру, Каланг, Сингапур                 | Јапан            | 4:0    | 4:0              | Пријатељска                               | [ 416 ] |
| 41   | 59     | 12. новембар 2014.  | Стадион Сукру Сараоглу, Истанбул, Турска                         | Турска           | 1:0    | 4:0              | Пријатељска                               | [ 417 ] |
| 42   | 59     | 12. новембар 2014.  | Стадион Сукру Сараоглу, Истанбул, Турска                         | Турска           | 4:0    | 4:0              | Пријатељска                               | [ 417 ] |
| 43   | 61     | 26. март 2015       | Стад де Франс, Сен Дени, Француска                               | Француска        | 2:1    | 3:1              | Пријатељска                               | [ 418 ] |
| 44   | 64     | 14. јун 2015.       | Стадион Мунисипал Херман Бекер, Темуко, Чиле                     | Перу             | 1:1    | 2:1              | Копа Америка 2015.                        | [ 419 ] |
| 45   | 67     | 8. септембар 2015.  | Стадион Жилет, Фоксборо, САД                                     | Сједињене Државе | 2:0    | 4:1              | Пријатељска                               | [ 420 ] |
| 46   | 67     | 8. септембар 2015.  | Стадион Жилет, Фоксборо, САД                                     | Сједињене Државе | 4:0    | 4:1              | Пријатељска                               | [ 420 ] |
| 47   | 71     | 1. септембар 2016.  | Олимпико Атахуалпа, Кито, Еквадор                                | Еквадор          | 1:0‡   | 3:0              | Квалификације за Свјетско првенство 2018. | [ 421 ] |
| 48   | 72     | 6. септембар 2016.  | Арена Амазонија, Манаус, Бразил                                  | Колумбија        | 2:1    | 2:1              | Квалификације за Свјетско првенство 2018. | [ 422 ] |
| 49   | 73     | 6. октобар 2016.    | Арена дас Дунас, Натал, Бразил                                   | Боливија         | 1:0    | 5:0              | Квалификације за Свјетско првенство 2018. | [ 423 ] |
| 50   | 74     | 10. новембар 2016.  | Минеирао, Бело Оризонте, Бразил                                  | Аргентина        | 2:0    | 3:0              | Квалификације за Свјетско првенство 2018. | [ 424 ] |
| 51   | 76     | 23. март 2017.      | Стадион Сентенарио, Монтевидео, Уругвај                          | Уругвај          | 3:1    | 4:1              | Квалификације за Свјетско првенство 2018. | [ 425 ] |
| 52   | 77     | 27. март 2017.      | Арена Коринтијанс, Сао Пауло, Бразил                             | Парагвај         | 2:0    | 3:0              | Квалификације за Свјетско првенство 2018. | [ 426 ] |
| 53   | 82     | 10. новембар 2017.  | Стадион Пјер Мороа, Вилнев д’Аск, Француска                      | Јапан            | 1:0    | 3:1              | Пријатељска                               | [ 427 ] |
| 54   | 84     | 3. јун 2018.        | Енфилд, Ливерпул, Енглеска                                       | Хрватска         | 1:0    | 2:0              | Пријатељска                               | [ 428 ] |
| 55   | 85     | 10. јун 2018.       | Стадион Ернст Хапел, Беч, Аустрија                               | Аустрија         | 2:0    | 3:0              | Пријатељска                               | [ 429 ] |
| 56   | 87     | 22. јун 2018.       | Стадион Санкт Петербург, Санкт Петербург, Русија                 | Костарика        | 2:0    | 2:0              | Свјетско првенство 2018.                  | [ 430 ] |
| 57   | 89     | 2. јул 2018.        | Самара арена, Самара, Русија                                     | Мексико          | 1:0    | 2:0              | Свјетско првенство 2018.                  | [ 431 ] |
| 58   | 91     | 7. септембар 2018.  | Стадион Метлајф, Ист Радерфорд, САД                              | Сједињене Државе | 2:0‡   | 2:0              | Пријатељска                               | [ 432 ] |
| 59   | 92     | 11. септембар 2018. | Федексфилд, Ландовер, САД                                        | Салвадор         | 1:0‡   | 5:0              | Пријатељска                               | [ 433 ] |
| 60   | 95     | 16. новембар 2018.  | Емирејтс, Лондон, Енглеска                                       | Уругвај          | 1:0    | 1:0              | Пријатељска                               | [ 434 ] |
| 61   | 98     | 6. септембар 2019.  | Хард рок срадион, Мајами Гарденс, САД                            | Колумбија        | 2:2    | 2:2              | Пријатељска                               | [ 435 ] |
| 62   | 103    | 13. октобар 2020.   | Национални стадион, Лима, Перу                                   | Перу             | 1:1‡   | 4:2              | Квалификације за Свјетско првенство 2022. | [ 436 ] |
| 63   | 103    | 13. октобар 2020.   | Национални стадион, Лима, Перу                                   | Перу             | 3:2‡   | 4:2              | Квалификације за Свјетско првенство 2022. | [ 436 ] |
| 64   | 103    | 13. октобар 2020.   | Национални стадион, Лима, Перу                                   | Перу             | 4:2    | 4:2              | Квалификације за Свјетско првенство 2022. | [ 436 ] |

## Успјеси

### Клупски
Сантос
- Шампионат Паулиста (2): 2010, 2012
- Куп Бразила (1): 2010
- Копа Либертадорес (1): 2011
- Рекопа Судамерикана (1): 2012

Барселона
- Ла лига (2): 2014/15, 2015/16
- Куп краља (3): 2014/15, 2015/16, 2016/17
- Суперкуп Шпаније (1): 2013
- Лига шампиона (1): 2014/15
- УЕФА суперкуп (1): 2015
- Свјетско клупско првенство (1): 2015

Пари Сен Жермен
- Лига 1 (5): 2017/18,[437] 2018/19,[438] 2019/20,[439] 2021/22, 2022/23
- Куп Француске (3): 2017/18,[440] 2019/20,[179] 2020/21[441]
- Лига куп (2): 2017/18,[442] 2019/20[180]
- Суперкуп Француске (3): 2018,[443] 2020,[444] 2022
- Лига шампиона финале: 2019/20

Ел Хилал
- Саудијска професионална лига (1): 2023/24.[445]

### Репрезентативни
Млада репрезентација Бразила
- Првенство Јужне Америке за младе (1): 2011
- Олимпијске игре:
  - Златна медаља: 2016
  - Сребрна медаља: 2012

Бразил
- Куп конфедерација у фудбалу (1): 2013[253]

### Индивидуални
Награде
- Тим године бразилске Серије А (3): 2010, 2011, 2012[446][447][448]
- Чутеира де Оро (3): 2010, 2011, 2012
- Бола де Прата (2): 2010, 2011
- Бола де Оро (1): 2011
- Најбољи фудбалер бразилске Серије А (1): 2011[447]
- Млади фудбалер године по избору часописа World Soccer (1): 2011
- Најкориснији играч Копа Либертадореса (1): 2011
- Бронзана лопта на Свјетском клупском првенству (1): 2011
- Јужноамерички фудбалер године: 2011, 2012
- Награда Пушкаш (1): 2011
- Кандидат за награду Бола де Оро (1): 2012
- Златна лопта на Купу конфедерација (1): 2013
- Бронзана копачка на Купу конфедерација (1): 2013
- Идеални тим на Купу конфедерација (1): 2013
- Бронзана копачка на Свјетском првенству: 2014
- Идеални тим на Свјетском првенству: 2014
- Самба голд (3): 2014, 2015, 2017[449]
- Тим сезоне Лиге шампиона (2): 2014/15,[450] 2019/20[451]
- Најбољи фудбалер из остатка свијета у Ла лиги (1): 2014/15[452]
- Играч мјесеца Ла лиге (1): новембар 2015[453]
- Играч године Лиге 1 (1): 2017/18[454]
- Тим године Лиге 1 (2): 2017/18,[455] 2018/19[456]
- Играч мјесеца Лиге 1 (2): децембар 2017,[457] јануар 2020[458]
- УЕФА тим године (2): 2015,[459] 2020[460]
- FIFPro најбољих 11 (2): 2015,[461] 2017[462]
- FIFPro најбољих 11 други тим (4): 2013,[463] 2014,[464] 2016,[465] 2018[466]
- FIFPro најбољих 11 номинација (2): 2019 (шести нападач),[467] 2020 (шести нападач)[468]
- IFFHS најбољи плејмејкер бронзана награда: 2017[469]
- IFFHS тим године (1): 2017[470]
- IFFHS најбољи фудбалер деценије 2011–2020: 4 мјесто[471]
- ESM тим године (1): 2017/18[472]
- IFFHS КОНМЕБОЛ тим деценије 2011–2020[473]

Перформансе
- Најбољи стријелац Купа Бразила (1): 2010
- Најбољи стријелац првенства Јужне Америке за младе (1): 2011
- Најбољи стријелац шампионата Паулиста (1): 2012
- Најбољи стријелац Копа Либертадореса 1): 2012 (изједначен са Матијасом Алустицом)
- Други најбољи асистент Копа Либертадореса (1): 2012[474]
- Најбољи стријелац Купа краља (1): 2014/15[475]
- Најбољи стријелац Лиге шампиона (1): 2014/15 (изједначен са Кристијаном Роналдом и Лионелом Месијем)
- Најбољи асистент на Свјетском клупском првенству (1): 2015[476]
- Најбољи асистент Лиге шампиона (2): 2015/16, 2016/17[477]